# Аугуст Сикард фон Сикардсбург
Аугуст Сикард фон Сикардсбург (Будим, 6. децембар 1813 — Вајдлинг, 11. јун 1868) био је аустријски архитекта. Најпознатији је по пројекту Бечке државне опере, којег је заједно израдио са Едуардом ван дер Нулом.
Сикардсбург је студирао архитектуру на Технолошком универзитету у Бечу код Пјетра Нобила. Године 1843. постао је професор на Бечкој академији.
Сикардсбург је умро 1868. од туберкулозе, шест недеља након што је његов партнер на пројекту Бечке државне опере, Едуард ван дер Нул, извршио самоубиство.

## Списак радова

#### Заједно саЕдуардом ван дер Нулом:
- Фонтана Шуценгел брунен, 1843–1846
- Софијина сала, 1845
- Карлово позориште, 1846–1847
- Бечки Арсенал, 1849–1855
- Бечка државна опера, 1861–1869
- Хас-Хаус, 1866–1868 (на месту данашње истоимене зграде на бечком Штефансплацу)
- Палата Лариш-Мених, 1867–1868
- Индустријски двор, поводом Светске изложбе у Бечу 1873. године.